# Tesouro Imperial, Viena

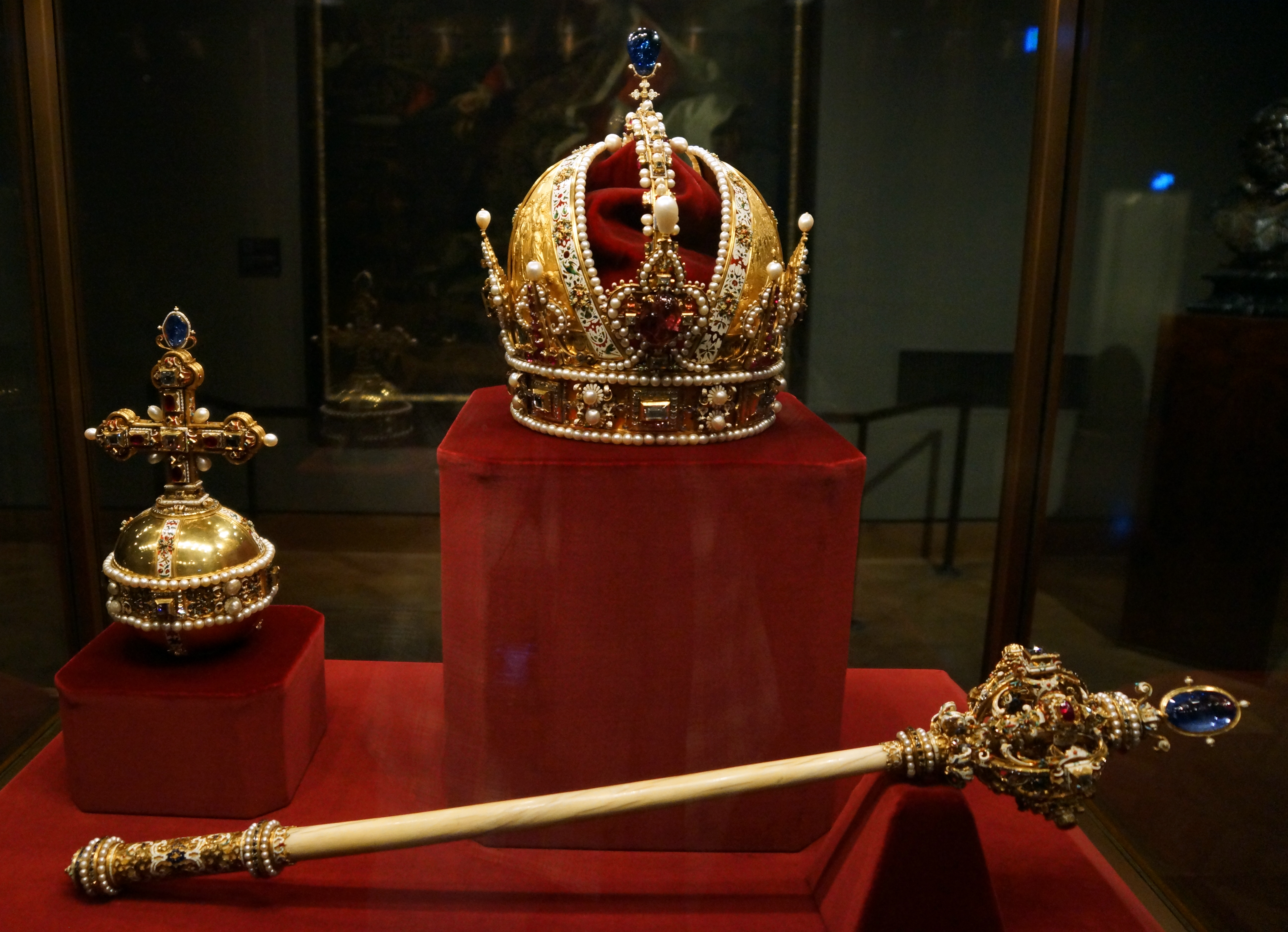
Coroa Imperial, Orbe e Cetro da Áustria, mantidos no Tesouro Imperial no Palácio Hofburg em Viena

O Tesouro Imperial ( em alemão:  Kaiserliche Schatzkammer ) no Palácio de Hofburg, em Viena, na Áustria, contém uma coleção valiosa de tesouros seculares e eclesiásticos que cobrem mais de mil anos de história europeia. A entrada para o tesouro fica no Schweizerhof (pátio suíço), a parte mais antiga do palácio, que foi reconstruída no século XVI no estilo renascentista, sob o imperador romano Ferdinando I. O Tesouro Imperial é afiliado ao Museu Kunsthistorisches e abriga em 21 quartos uma coleção de tesouros raros que foram compilados pela Casa Imperial de Habsburgo ao longo dos séculos, incluindo a Coroa Imperial, Orbe e Cetro da Áustria, e o Imperial Regalia dos imperadores e reis do Sacro Império Romano, incluindo a Coroa Imperial do Sacro Império Romano.
O Tesouro Imperial é dividido em duas coleções: a coleção secular e a coleção eclesiástica. A coleção secular contém numerosos artefatos imperiais da Casa de Habsburgo, incluindo jóias e pedras preciosas que, devido ao seu tamanho único, não podiam ser encaixadas nas coroas imperiais. Como todos os tesouros seculares, foi projetado para atestar o poder político e o alcance geográfico de seus proprietários. A coleção eclesiástica contém numerosos tesouros religiosos, incluindo relíquias e objetos atribuídos à propriedade privada dos santos.

## Coleção secular

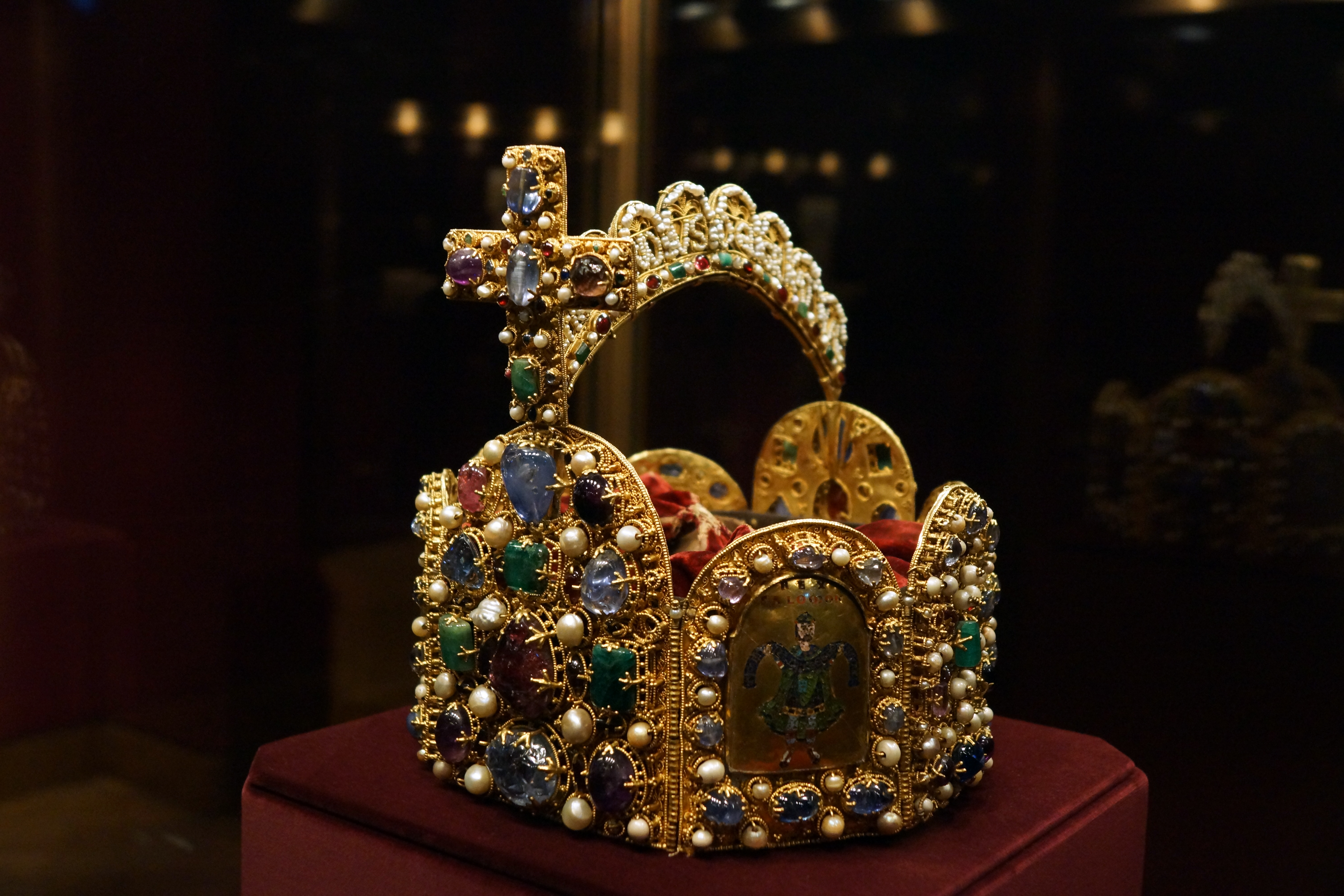
Coroa imperial do Sacro Império Romano, mantida no Tesouro Imperial no Palácio Hofburg em Viena

As coleções do Tesouro Imperial foram criadas a partir de 1556 pelo estudioso Jacopo Strada, antiquário da corte de Fernando I. No século XVIII, Maria Teresa transferiu os tesouros dos Habsburgos para o local atual, encobrindo o fato de que os bens da dinastia haviam sido amplamente afetados pelas caras guerras contra a Prússia. A Regalia Imperial chegou nos últimos dias do Sacro Império Romano, por volta de 1800, de Nuremberg, onde eram mantidos desde 1424, a fim de salvá-los das tropas francesas em avanço sob Napoleão. Após o Anschluss austríaco de 1938, as autoridades nazistas os levaram de volta a Nuremberg. No final da Segunda Guerra Mundial, eles foram devolvidos a Viena pelas forças americanas. A tela foi completamente renovada em 1983-1987.
O Tesouro é dividido em duas seções - secular e eclesiástica. O museu secular contém uma coleção de objetos reais:
- A Regalia Imperial ( Reichskleinodien ): insígnias e jóias do Sacro Império Romano, incluindo a Coroa Imperial, a Lança Sagrada e a Espada Imperial;
- As joias da coroa austríaca, compreendendo a coroa pessoal do imperador Rodolfo II, que com a proclamação do Império Austríaco em 1804 se tornou a coroa imperial da Áustria, com cetro e globus cruciger, o traje usado pelo imperador Fernando I da Áustria na ocasião de sua coroação como rei da Lombardia-Veneza, em 1835, bem como as vestimentas e outros itens preciosos da Ordem de Santo Estêvão da Hungria e da Ordem Militar de Maria Teresa;
- As vestes do arquiduque da Áustria com o cordão do chapéu arquiducal feito para a coroação do rei José II em 1764;
- O Tesouro da Borgonha, parte do dote de Maria, o Rico, em seu casamento com o arquiduque Maximiliano I, em 1477.
- As insígnias originais do Reino da Boêmia, o cetro e a esfera.
- O tesouro da Ordem do Tosão de Ouro da herança do pai de Maria, duque Carlos, o Negrito .

Em exibição estão várias jóias valiosas, incluindo uma das maiores esmeraldas do mundo. Parte do tesouro também é a coroa do príncipe da Transilvânia Estêvão Bocskai e as duas “herança inalienável da Casa da Áustria”: um dente narval gigante que se pensava ser o chifre de um unicórnio ( Ainkhürn ) e a tigela de ágata de Late Antiguidade que se pensava ser o lendário Santo Graal; além disso, os artefatos napoleônicos de Napoleão II e sua mãe Maria Luísa.

## Coleção eclesiástica
A coleção eclesiástica contém inúmeras imagens e altares devocionais, principalmente da época barroca.

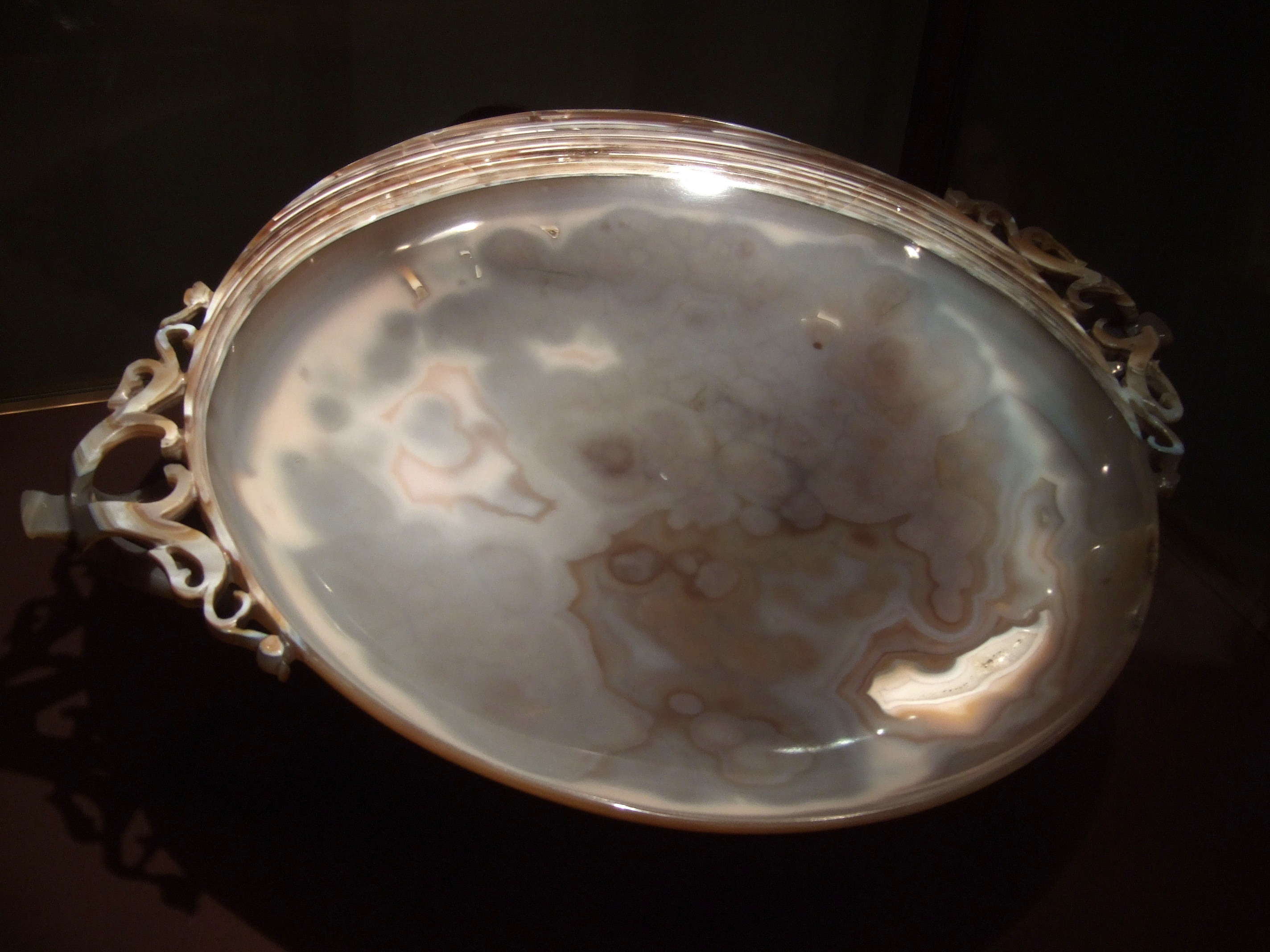
Tigela de ágata
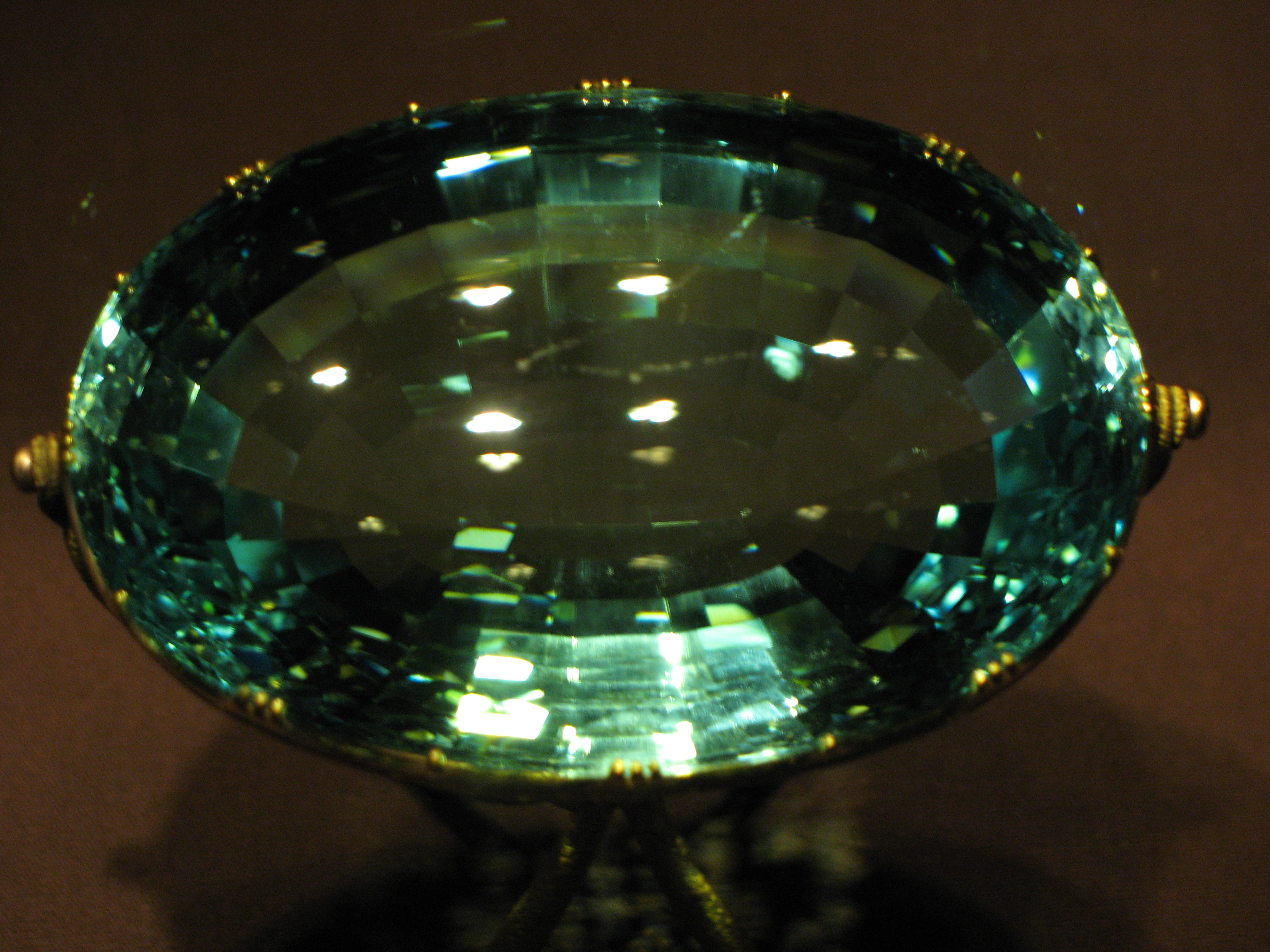
Aquamarine
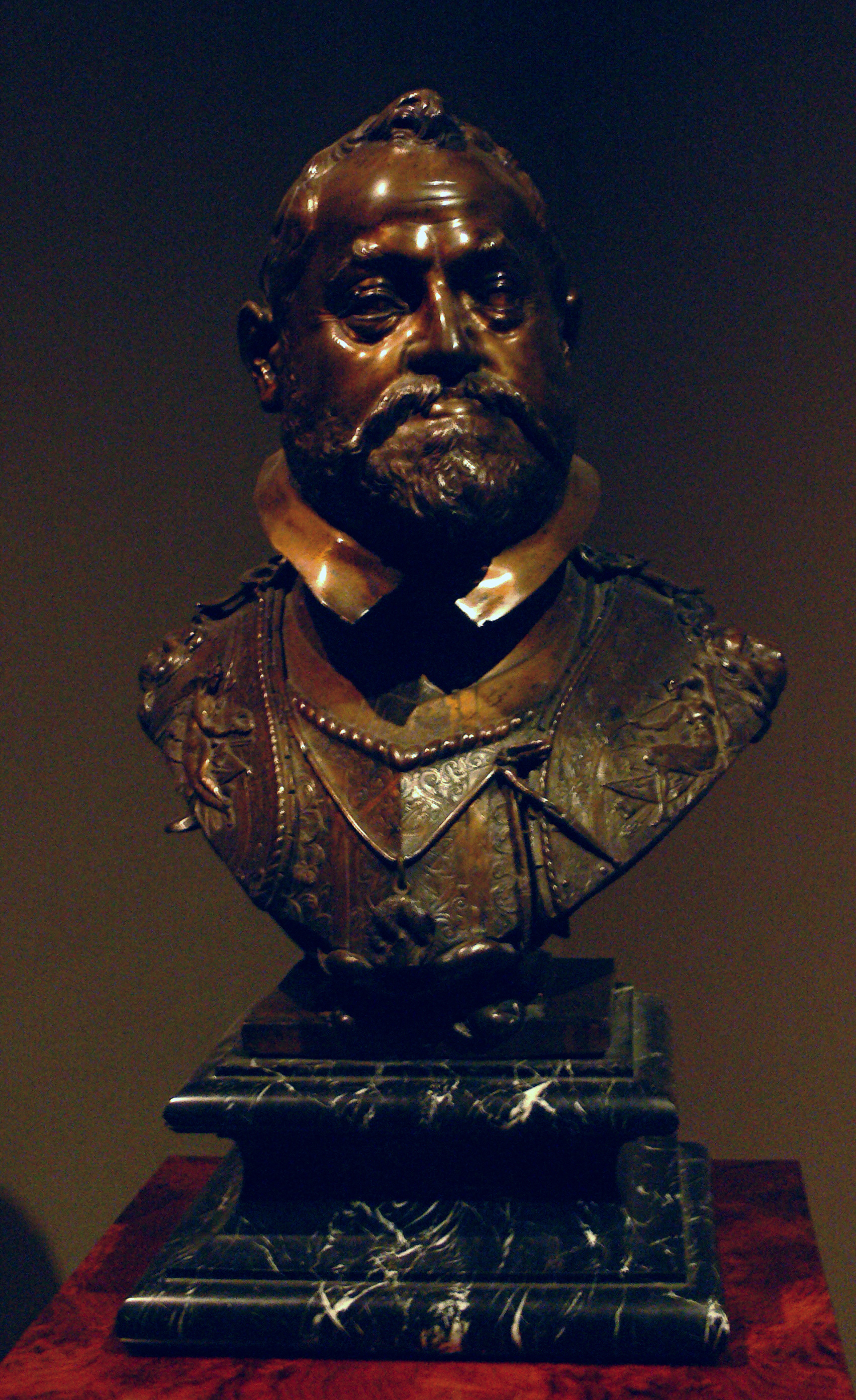
Busto do Imperador Rudolf II
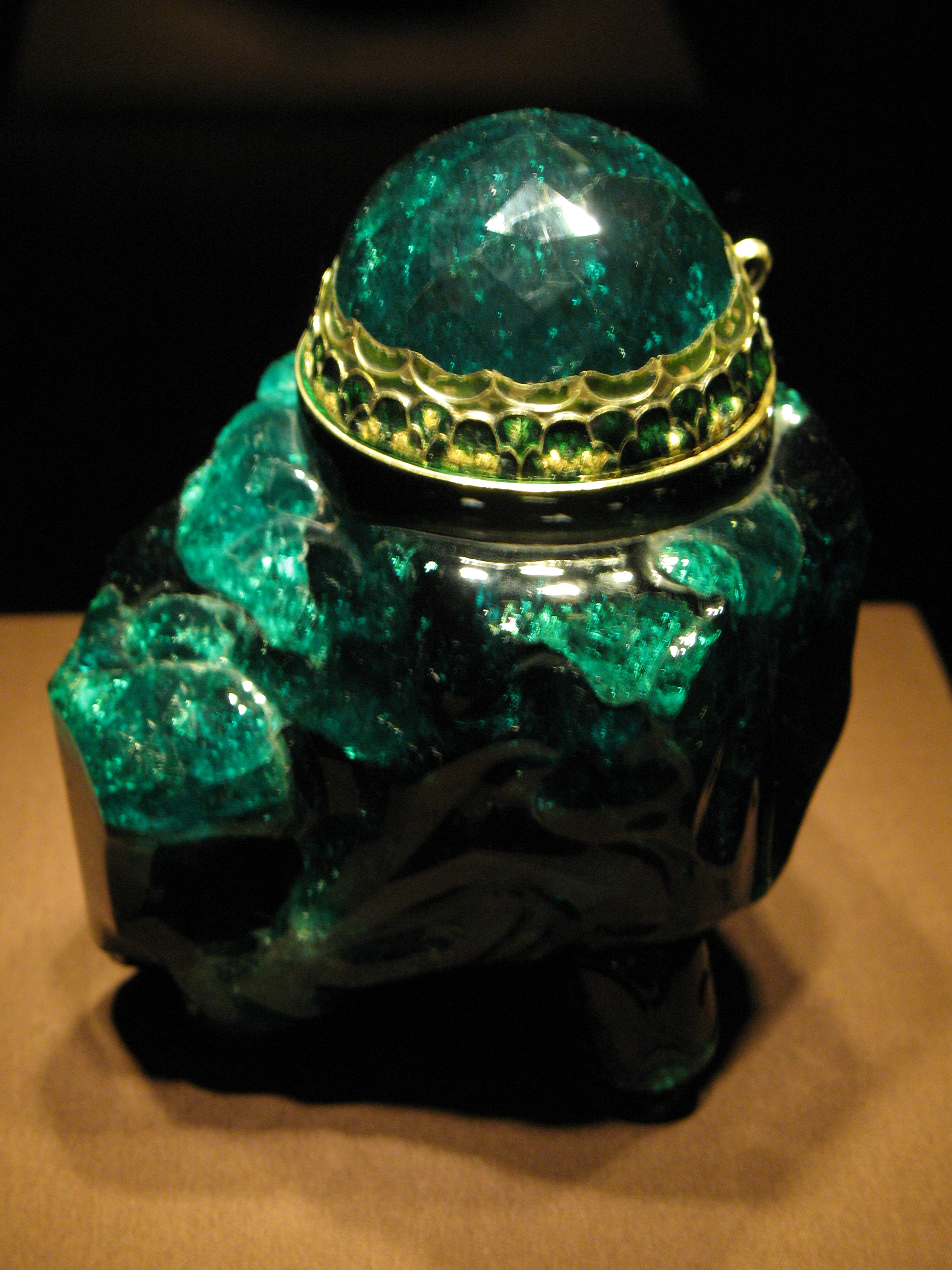
Navio esmeralda
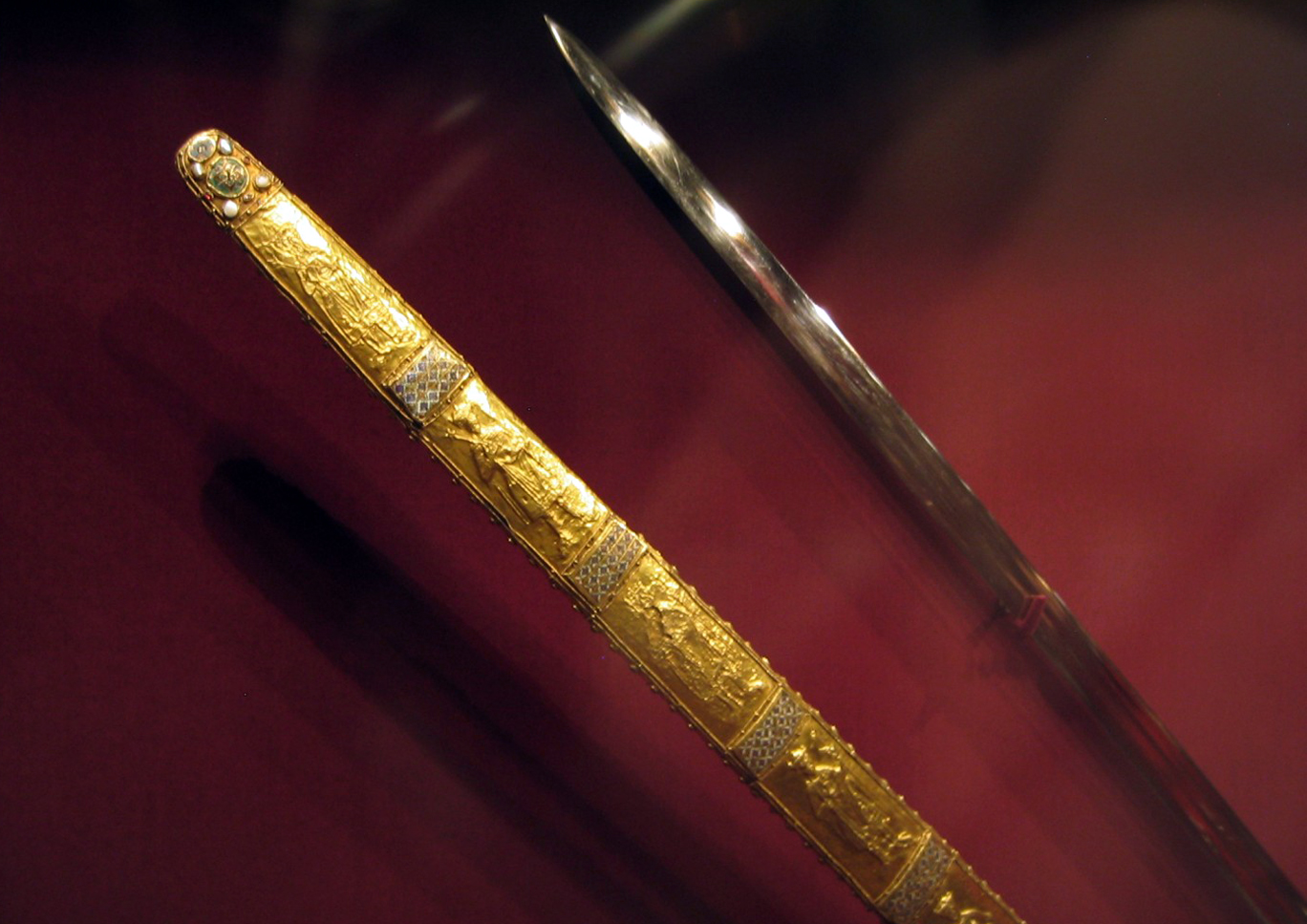
Espada Imperial
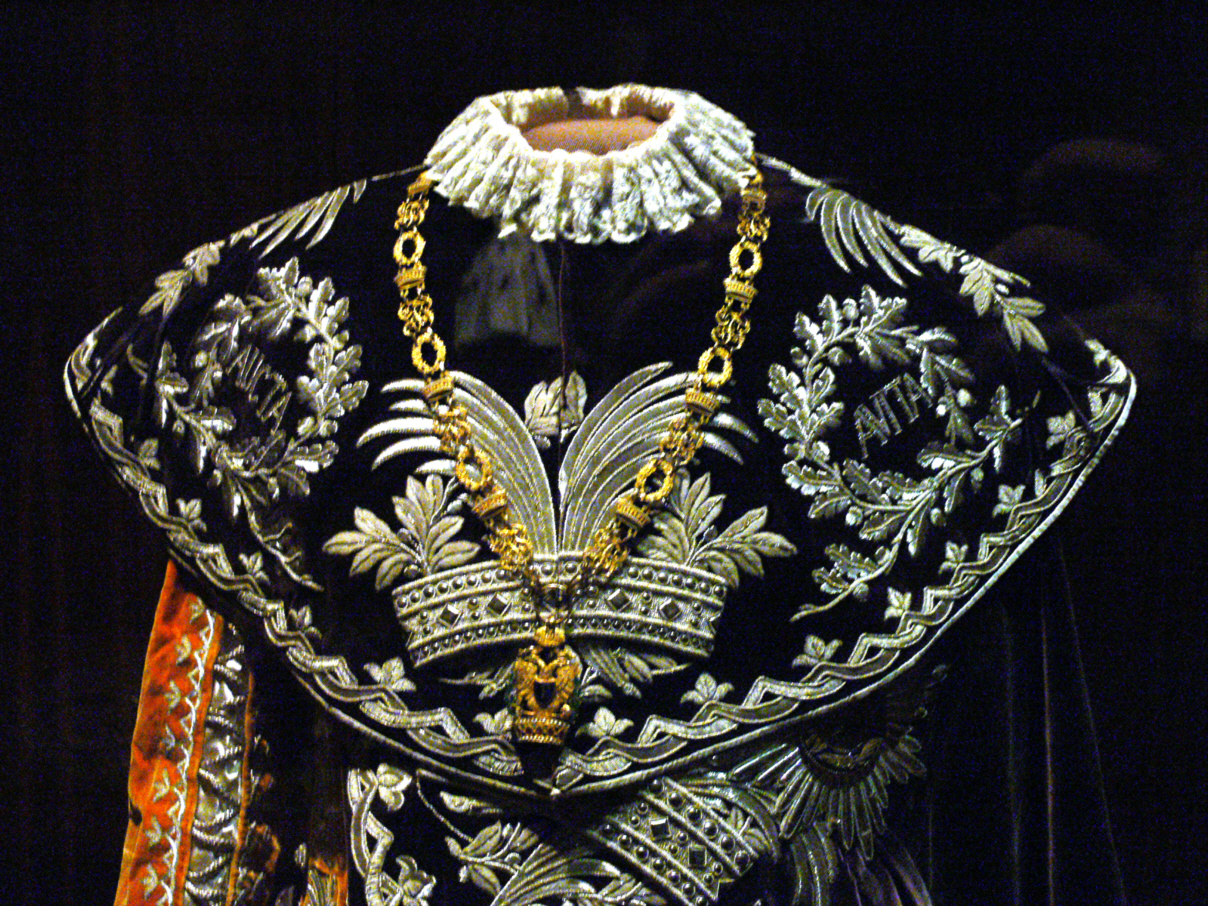
Paramentos da ordem austríaca da coroa de ferro